# Мазановка
Мазановка (укр. Мазанівка) — село в Святогорской городской общине  Краматорского района Донецкой области Украины.

## Общие сведения
Население по переписи 2001 года составляет 12 человек. Почтовый индекс — 84140. Телефонный код — 626.
В селе находится гидрологический памятник природы — пруд Зеркальный.

## Местная власть
84130, Донецкая область, Краматорский район, г. Святогорск, ул. Владимира Сосюры, 8.